# Juan López de Lazárraga
Juan López de Lazárraga (Oñate siglo XV - Madrid Siglo XVI) fue secretario real, contador mayor del consejo real, contador de la Orden de Santiago  y albacea testamentario de la reina  Isabel la Católica.
Se dice de él que participó  en la conquista de Nápoles en 1504 y  en la toma de Navarra de 1512, por parte del reino de Castilla.
En 1509 fundó y edificó  el monasterio de Santa Clara de Bidaurreta en  Oñate, donde fue enterrado al lado de su segunda mujer, Juana de Gamboa.

## Biografía
.Pertenecía a una de las principales familias de Oñate en la comunidad autónoma del País Vasco (España). 
Tuvo especial relevancia la confianza y el favor que le brindó  la reina Isabel. Ella le nombró contador mayor del reino (de las dos plazas que había), le designó como miembro del Consejo Real y, desde el 31 de mayo de 1502, su secretario.
Otro hecho notable  para él fue su designación como albacea testamentario de la Reina (1504), aunque sirvió, a su muerte, con fidelidad al rey Fernando  y a la reina Juana I de Castilla, quien le renovó el título de secretario real, oficio que ejerció hasta el 8 de marzo de 1518.

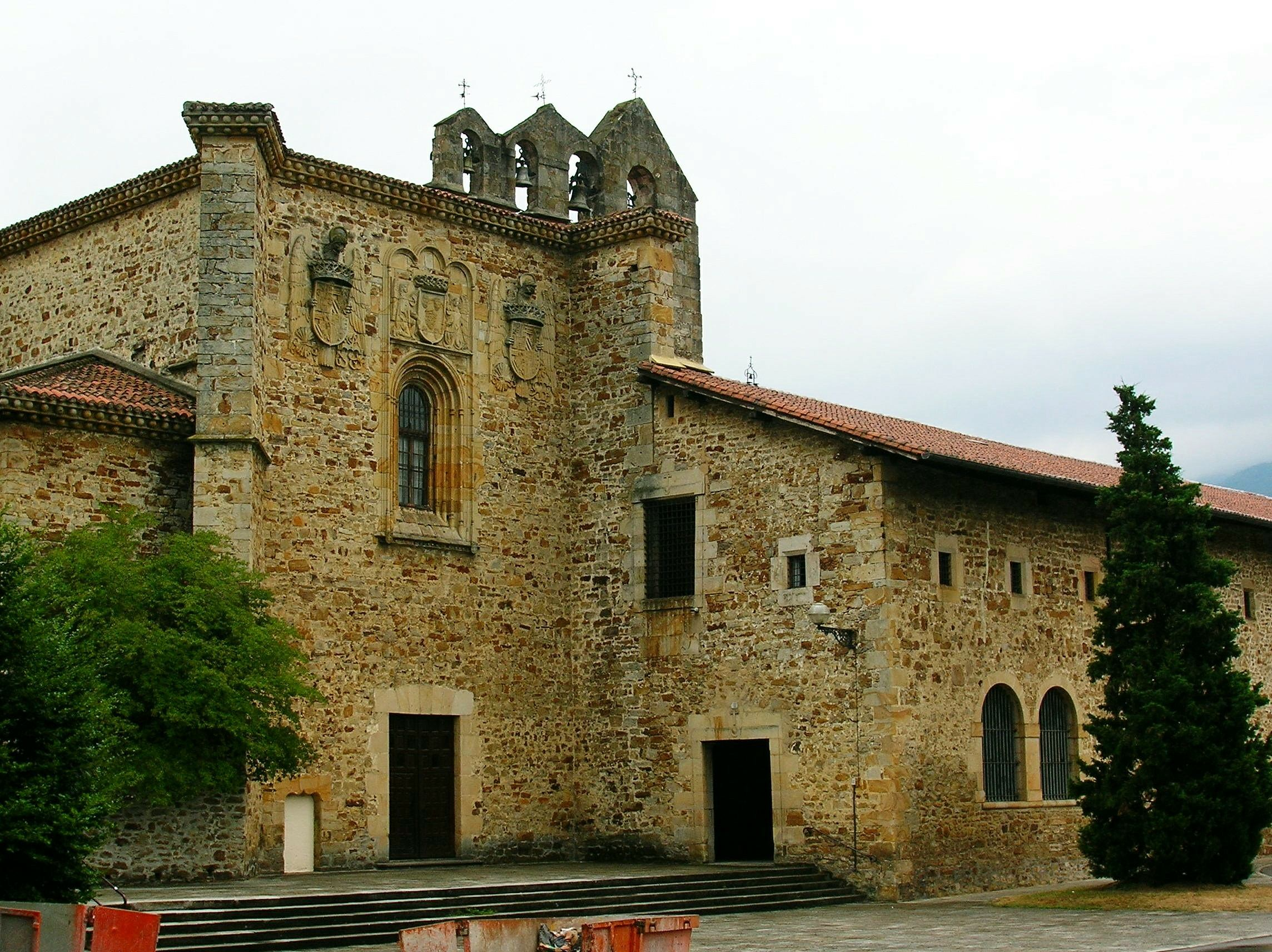
Monasterio de Bidaurreta

Su mayor obra fue la fundación y edificación en 1509 del monasterio de la Santísima Trinidad de Bidaurreta, de la advocación de Santa Clara, al que dotó de numerosos bienes.
Contó para ello con el apoyo y ayuda de la reina Isabel, obteniendo bula del papa Julio II (Roma, 14 de diciembre de 1509). Las obras se iniciaron el 11 de marzo de 1510  al que dotó de numerosos bienes.
Ordenó que fuese enterrado vestido con hábito usado de franciscano, en la capilla principal del monasterio, al lado de su segunda mujer Juana de Gamboa.